# Katastrofa lotu AB Aviation 1103
Katastrofa lotu AB Aviation 1103 – katastrofa lotnicza, która wydarzyła się 26 lutego 2022 r. Lecąca z Moroni do Mohéli na Komorach Cessna 208B Grand Caravan EX rozbiła się w morzu około 2,5 km od Mohéli. Katastrofy nie przeżyła żadna ze znajdujących się na pokładzie 14 osób.

## Samolot
Samolotem biorącym udział w zdarzeniu była Cessna 208D Grand Caravan (nr rejestracyjny 5H-MZA), a jej pierwszy lot odbył się w 2016 roku. Samolot był wyposażony w jeden silnik turbośmigłowy Pratt & Whitney Canada PT6A-140.

## Pasażerowie i załoga
Narodowości osób znajdujących się na pokładzie:
| Kraj     | Pasażerowie | Załoga | Razem |
| -------- | ----------- | ------ | ----- |
| Komory   | 12          | –      | 12    |
| Tanzania | –           | 2      | 2     |
| Razem    | 12          | 2      | 14    |